# 커맨더 킨

커맨더 킨(Commander Keen)은 이드 소프트웨어가 주로 개발한 횡스크롤 플랫폼 비디오 게임 시리즈이다. 이 시리즈에는 6개의 메인 에피소드, "로스트" 에피소드, 그리고 마지막 게임으로 구성된다. 마지막 게임을 제외한 모든 게임이 MS-DOS용으로 1990년과 1991년에 처음 출시되었고 2001년 커맨더 킨은 게임보이 컬러용으로 출시되었다.

## 타이틀

### 게임
- Commander Keen in Invasion of the Vorticons
- Commander Keen in Keen Dreams
- Commander Keen in Goodbye, Galaxy
- Commander Keen in Aliens Ate My Babysitter
- 커맨더 킨